# Heinrichshöhle
Die Heinrichshöhle ist eine Tropfsteinhöhle bei Sundwig, einem Stadtteil von Hemer im Märkischen Kreis im Norden des Sauerlands in Nordrhein-Westfalen. Mit einer Länge von 320 Metern ist sie Teil des Perick-Höhlensystems mit insgesamt 3,5 Kilometer Ganglänge. Sie ist für Besucher zugänglich und wurde in den Jahren 1903 bis 1905 von dem Gastwirt Heinrich Meise als Schauhöhle ausgebaut und elektrisch beleuchtet. Die erste urkundliche Nennung der Heinrichshöhle erfolgte im Jahre 1771 mit einem Eintrag in einer Flurkarte. In der Heinrichshöhle wurden im 19. bis zum Beginn des 20. Jahrhunderts zahlreiche Knochenreste verschiedener eiszeitlicher Säugetiere gefunden, womit sie eine der knochenreichsten oberpleistozänen Fundstellen Europas ist. Darunter waren mehrere Skelette von Höhlenbären, von denen eines in der Höhle ausgestellt ist. Die Höhle hat ein ausgeprägtes Flusshöhlenprofil mit über 20 Meter hohen Spalten und Klüften im mitteldevonischen Massen- oder Korallenkalk. Sie enthält reiche Versinterungen mit unterschiedlichen Tropfsteinformen von Stalagmiten, Stalaktiten, Sinterfahnen und Sinterterrassen verschiedener Größen. Betrieben wird die Schauhöhle von der Arbeitsgemeinschaft (ArGe) Höhle und Karst Sauerland/Hemer e. V., die regelmäßig Führungen anbietet.

## Geographische Lage
Die Heinrichshöhle befindet sich am Südhang des etwa 300 Meter hohen Berges Perick in der Nähe der Straße von Hemer nach Deilinghofen und zum Hönnetal. Der Eingang der Heinrichshöhle liegt auf etwa 250 Meter über Normalnull. Südlich der Höhle, direkt an der Straße, befindet sich ein größerer Parkplatz auf etwa 230 Meter über Normalhöhennull. Von dort geht es etwa 100 Meter zu Fuß über die Felsenmeerstraße hinauf, dann links über einen gekennzeichneten Fußweg von etwa 100 Metern und einer kurzen Treppe zur Höhle. Von der Abzweigung der Felsenmeerstraße zur Heinrichshöhle sind es noch etwa 250 Meter über die Felsenmeerstraße bergauf zum Felsenmeer. Etwa 300 Meter westlich vom Höhleneingang befindet sich das Felsenmeermuseum. Etwa 300 Meter nordwestlich der Heinrichshöhle liegen die Alte Höhle und die Prinzenhöhle. Die Heinrichshöhle ist von mehreren anderen Schauhöhlen umgeben. Die Dechenhöhle befindet sich etwa neun Kilometer westlich und die Reckenhöhle sechs Kilometer östlich.

## Geologie
Die Heinrichshöhle liegt im mitteldevonischen Massenkalk. Der Massenkalkzug ist dort 35 Kilometer lang, ein bis zwei Kilometer breit und streicht in Ost-West-Richtung durch die Gegend von Sundwig-Hemer. Er verläuft quer durch das dicht besiedelte Stadtgebiet. Die Heinrichshöhle ist eine von etwa 1100 entdeckten und erforschten Höhlen im Sauerland. Im Stadtgebiet von Hemer sind inzwischen etwa 90 Höhlen erforscht und dokumentiert, davon haben sechs Großhöhlen eine Gesamtganglänge von über 500 Metern. Bis auf wenige Schauhöhlen sind die meisten nur mit einer Spezialausrüstung begehbar.

### Entstehung

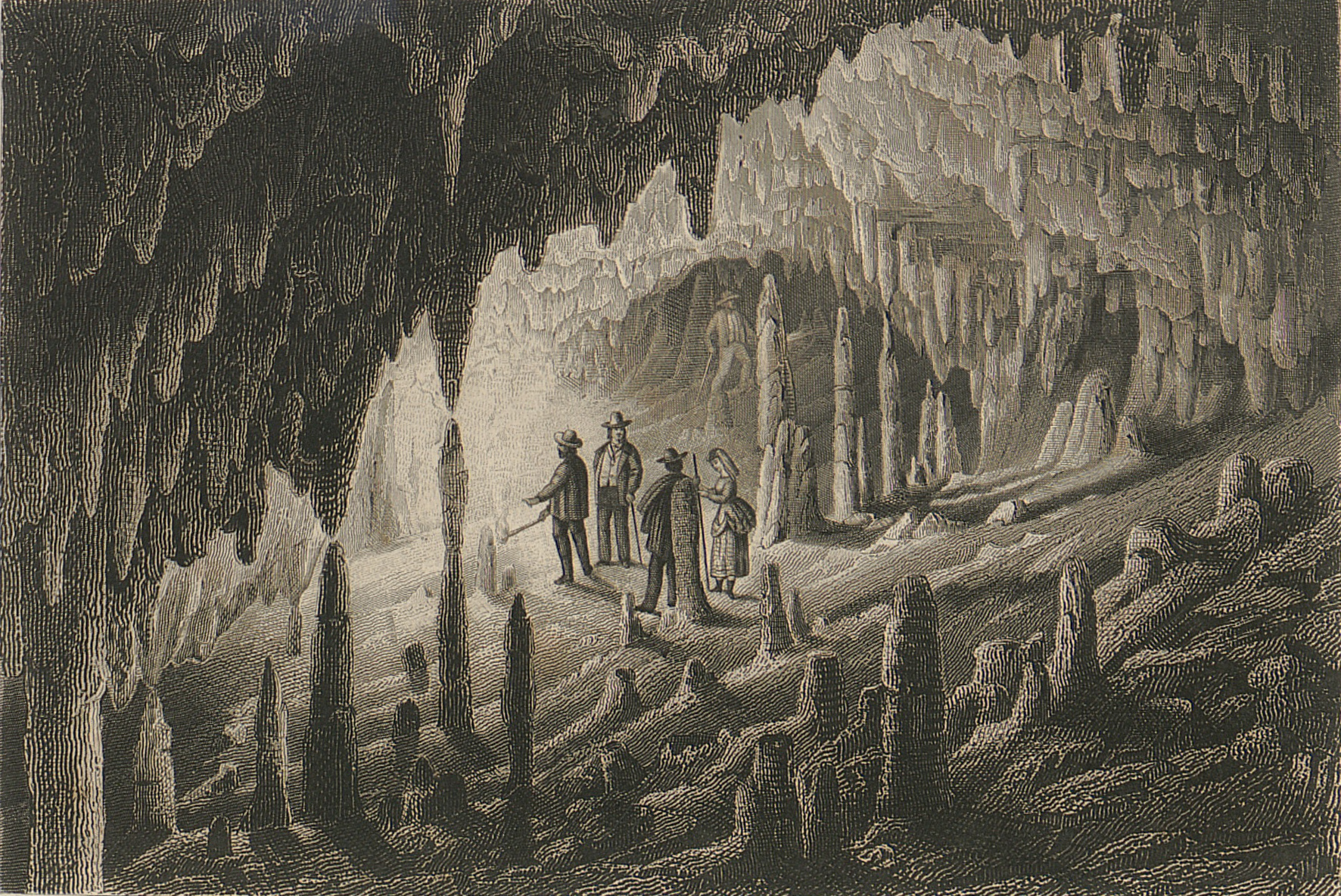
Die Prinzenhöhle um 1840 (Vorlage von Carl Schlickum)

Der Massenkalkzug entstand als Korallenriff im Erdzeitalter des Devons, vor etwa 380 bis 400 Millionen Jahren. In der Heinrichshöhle sind verschiedene Fossilien an den Wänden zu erkennen. Auf dem Meeresboden lagerten sich damals über Jahrmillionen gesteinsbildende Schichten ab. Am Ende des Tertiärs im Übergang zum Quartär wurde das gesamte Rheinische Schiefergebirge (Eifel, Westerwald und Sauerland) angehoben, zu einem Gebirge aufgefaltet und später wieder abgetragen. Anschließend drang kohlensäurehaltiges Sickerwasser von der Kuppe her entlang von Schichtfugen und Klüften tief in den Berg ein und erweiterte sie. Die Hauptabflusswege bildeten große begehbare Hohlräume. Durch eine Vertiefung des Tales und das dadurch bedingte Absinken des Grundwasserspiegels wurden die Hohlräume trockengelegt. Etwa 20 Meter unterhalb des Heinrichshöhlen-Niveaus befinden sich noch wassergefüllte Gänge. Die klammartigen Gänge sind vor allem an die von Nordwest nach Südost streichenden Klüfte gebunden. Nach der Trockenlegung bildeten sich verschiedene Sinterformationen. Das Tropfwasser, das in die Hohlräume gelangt, setzt Kohlensäure an die Luft ab, wobei der Kalk ausgeschieden wird und langsam wachsende Tropfsteine bildet. Dieser Verkarstungsprozess dauert noch an und wird vom Wechsel zwischen Eiszeiten und Warmzeiten gesteuert. Während der Warmzeiten sind die Klüfte für kalkhaltiges Wasser durchgängig und es bilden sich Tropfsteine, während der Eiszeiten ruht der Prozess

### Höhlensystem
Die Heinrichshöhle ist ein Teil des Perick-Höhlensystems, des größten Höhlensystems in Hemer, das sich im Perick-Berg befindet und mehrere Höhlen umfasst, die schon teilweise seit dem 15. Jahrhundert bekannt sind. In den 1970er Jahren gelang die Entdeckung einzelner Verbindungsgänge, die heute ein gemeinsames Höhlensystem mit einer Gesamtganglänge von etwa 3500 Metern bilden. Damit gehört das Höhlensystem zu den 30 längsten Höhlen in Deutschland. Die größte Höhle des Pericksystems ist die Alte Höhle, auch Von-der-Becke-Höhle oder Große Sundwicher Höhle genannt. Sie ist mit einer Länge von etwa 2200 Metern der bedeutendste Teilbereich des Höhlensystems. In ihr befindet sich 35 Meter über dem Eingangsbereich der höchste Punkt des gesamten Höhlensystems. Ein weiterer Teil des Systems ist die Heinrichshöhle, auch Kleine Sundwicher Höhle genannt. Die dritte und kleinste ist die Prinzenhöhle. Sie wurde um das Jahr 1812 bei Steinbrucharbeiten entdeckt und erhielt ihren Namen im Jahre 1817, als die damaligen Prinzen Friedrich Wilhelm und Wilhelm von Preußen die Höhle besichtigten.

## Geschichte

### Erste Berichte
Die Heinrichshöhle ist von weiteren Höhlen und dem Felsenmeer umgeben. Sie gehören zum Ortsteil Sundwig, das früher auch Sundwich genannt wurde. Wann die Höhle entdeckt wurde, ist nicht überliefert. Der älteste Hinweis ist ihre Einzeichnung auf einer Katasterkarte aus dem Jahre 1771. Im 19. Jahrhundert wurde wiederholt über die Sundwicher Höhle oder die Höhlengruppe von Sundwig schriftlich berichtet. Die Alte Höhle, die Prinzenhöhle, die Heinrichshöhle und die Süntecker Luak zählten bereits Anfang 1800 zu den bekanntesten Höhlen Westfalens. Zahlreiche historische Literaturstellen belegen die herausragende Bedeutung der Höhlen im Perick-Berg für Paläontologen und als frühes touristisches Ausflugsziel. Ein Teil der Besucher kam wegen der reichhaltigen prähistorischen Knochenfunde in den Sedimenten, ein anderer wegen der vielgestaltigen Tropfsteinpracht. Meistens handelte es sich um die Große Sundwicher Höhle, auch Alte Höhle genannt, und die Kleine Sundwicher Höhle oder Heinrichshöhle. Die Alte Höhle, die vermutlich schon 1477 in einer Lübecker Chronik genannt wurde, hatte ehemals einen reichen Tropfsteinschmuck. Dort fanden von etwa 1780 bis 1830 in einem etwa 250 Meter langen Hauptgang Besucherführungen statt. Nach der Auflassung nach 1830 wurde die Höhle beinahe ihres gesamten Tropfsteinschmucks durch Vandalismus beraubt.

### Paläontologische Fundstätte

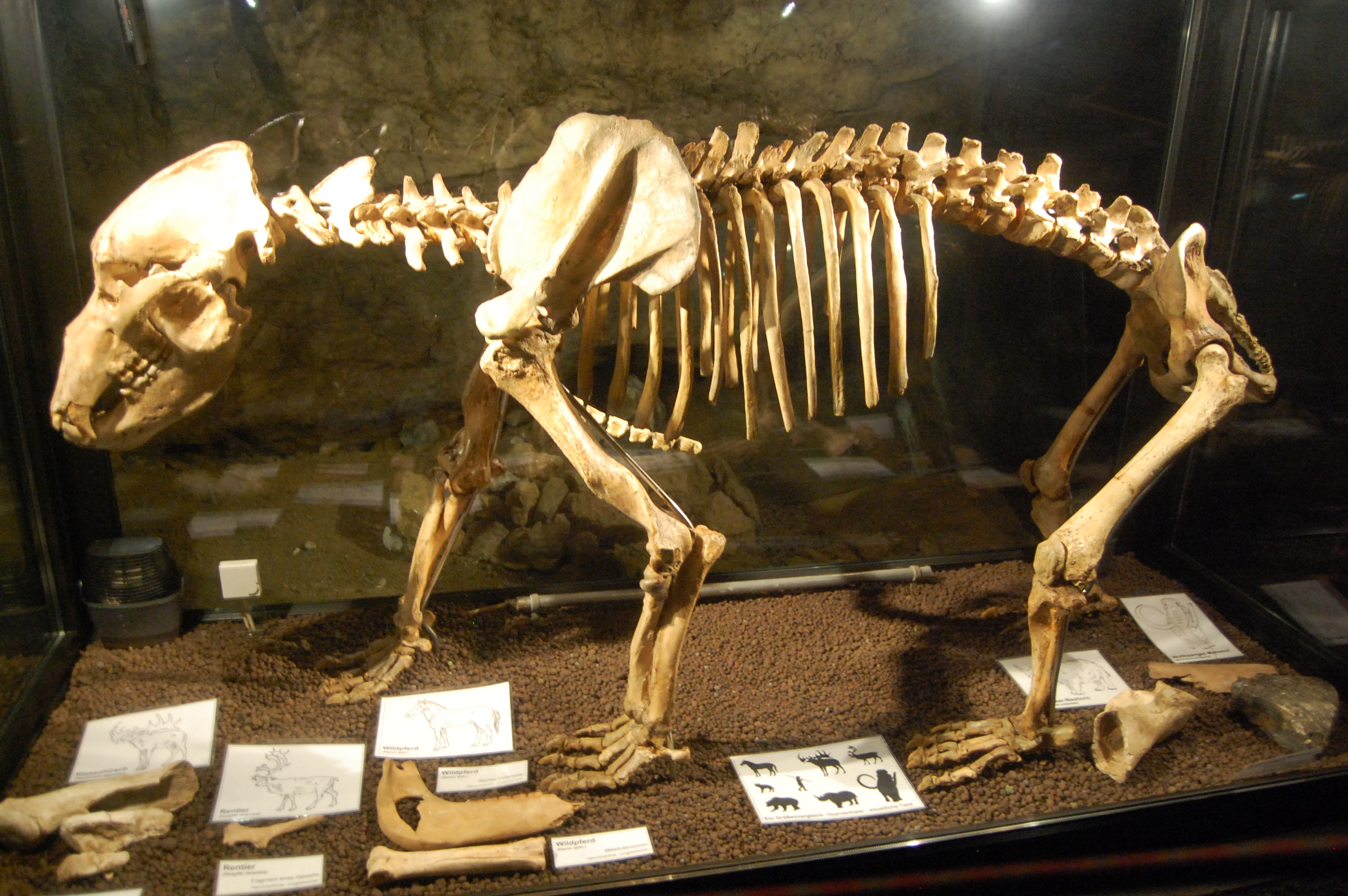
Skelett des Höhlenbären

Aus einem Briefwechsel zwischen Johann Friedrich Benzenberg und dem französischen Naturforscher Georges Cuvier im Jahre 1806 geht hervor, dass 25 Jahre zuvor in der Sundwicher Höhle ein Schädel gefunden wurde. Johann Friedrich Benzenberg schrieb „Der Schädel ist vor etwa 25 Jahren gefunden worden, und gehört einem Eisenfabricanten zu Sundwich, Herrn van der Becke, welcher einen großen Werth auf ihn setzt.“ Ob es sich bei der genannten Höhle um die Heinrichshöhle handelte, ist nicht gesichert. Aus dem Jahre 1812 wurde berichtet, dass der Eisenfabrikant Heinrich van der Becke die Höhle auf seinem Grundstück entdeckt haben soll. Nach ihm wurde die Höhle schließlich benannt. Da sie aber schon im Jahre 1771 in einer Landkarte eingezeichnet war, kann es keine Neuentdeckung gewesen sein. Wahrscheinlich hat Heinrich van der Backe die Höhle als Erster genauer untersucht und bekannt gemacht. Im Jahre 1823 berichtete der königlich-preußische Oberbergrat Johann Jacob Nöggerath, ein Mineraloge und Geologe, in Das Gebirge in Rheinland-Westphalen nach mineralogischem und chemischem Bezuge über zwei Höhlen bei Sundwig. Dabei schrieb er von zwei unbekannten Schädeln, die er als vom fossilen Vielfraß stammend bestimmte. Über die Heinrichshöhle schrieb er:

„Dagegen hat die kleinere, etwas westlich [östlich – westlich ist falsch] von dieser liegende, sogenannte Heinrichshöhle, einige schätzbare Dinge dieser Art geliefert, wohin zwei Köpfe eines unbekannten Thieres, einige Kinnladen und Zähne mehrerer größerer und kleinerer wiederkäuender Thiere, Beinknochen von außerordentlich großen Thieren und ein Theil eines Geweihes gehören. Das Vorkommen dieser Knochen ist in beiden Höhlen ganz gleich; sie liegen in dem mergelartigen Letten, der den unteren Theil der Höhle ausfüllt, aber nicht über den ganzen Boden derselben verbreitet, sondern nur in gewissen Räumen beisammen. Die Stellen, wo sie gefunden werden, sind häufig mit sehr starken, oft 20″ [Zoll] bis 40″ mächtigen, Lagen von Kalksinter bedeckt, der zuweilen auch die Knochen selbst überzogen und mit einander verbunden hat. Man will bemerkt haben, daß sich die Knochen nur da erhalten haben, wo der Letten naß und feucht ist, also an den relativ niedrigern Punkten, dagegen sollen in dem trockenen Letten in denselben Räumen keine gefunden werden; es ist wohl möglich, daß sie hier nach und nach zerstört worden sind.“

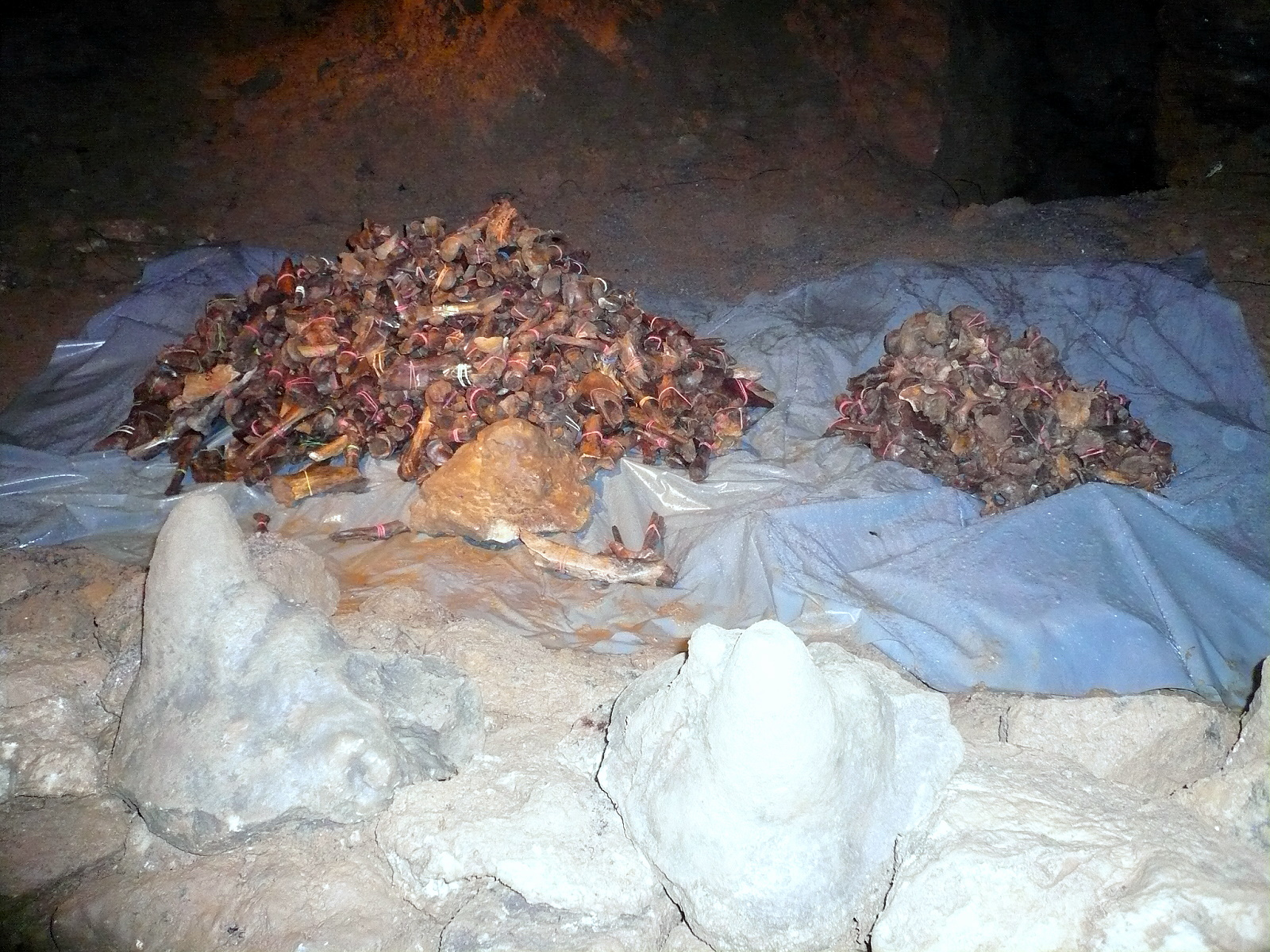
Knochenfunde

Auch Johann Jacob Nöggerath berichtete im Jahre 1823, dass an verschiedenen Stellen der Alten Höhle Bärenschliffe zu beobachten waren. Er schrieb „dass das von Sinter entblöste Gestein an engen Durchgangsstellen ganz abgerieben, glatt und fast polirt ist, wahrscheinlich von dem öfteren Anstreifen und Durchdrängen der frühern thierischen Bewohner.“ Diese Bärenschliffe finden sich noch heute an verschiedenen Stellen im Perick-Höhlensystem. In der Höhle, mit der sich auch der Paläontologe und Zoologe August Goldfuß befasste, wurden insgesamt 18 vollständige Skelette von Höhlenbären (Ursus spelaeus) ausgegraben. Aus diesen Überresten setzte man mehrere Skelette zusammen, von denen im Jahre 1827 die ersten an Museen im In- und Ausland wie London, Brüssel und Berlin abgegeben wurden. Hermann von Meyer, der als Begründer der Wirbeltierpaläontologie in Deutschland gilt, schrieb im Jahre 1832 in Paläologica zur Geschichte der Erde und ihrer Geschöpfe über die Heinrichshöhle:

„Grosse Sundwicher und kleine Heinrichshöhle. Bei Sundwich, zwei Stunden von Iserlohn, liegen diese Höhlen sich benachbart, aus denen seit ungefähr 25 Jahren Knochen gefördert werden. Die Knochen liegen in einem mergeligen Letten, der nicht über dem ganzen Boden, sondern nur in gewissen Räumen vorkommt. Die Stellen, wo die Knochen gefunden werden, zuweilen die Knochen selbst, sind mit Stalagmiten bedeckt. Die Thiere, denen die Knochen angehören, sind fast dieselben, wie in der Kirkdaler Höhle, Ursus spelaeus verschiedenen Alters, U. arctoideus, Hyaena spelaea, H. spelaea major, Gulu spelaeus, Cervus eurycerus, Damhirsch?, C. Elaphus fossilis, Sus priscus, Rhinoceros tichorhinus. Die Knochen vom Höhlenbären sind am häufigsten. Vom Höhlenlöwen und vom Wolf wurde keine Spur gefunden. Mehrere dieser Knochen sind benagt, andere krankhaft angegriffen. An engen Durchgangsstellen der Höhle ist das von Sinter entblösste Gestein glatt und fast wie polirt, vielleicht vom öfteren Durchdringen der früheren Thierbewohner. Im Sinter der Höhle fanden sich Abdrücke von Schmetterlingsflügeln. Im Darmstädter Naturalienkabinet wird ein Hundszahn vom sogenannten Ursus cultridens aus der Sundwicher Höhle aufbewahrt, auch kommt, de Christol’s Ursus Pitorrii darin vor.“

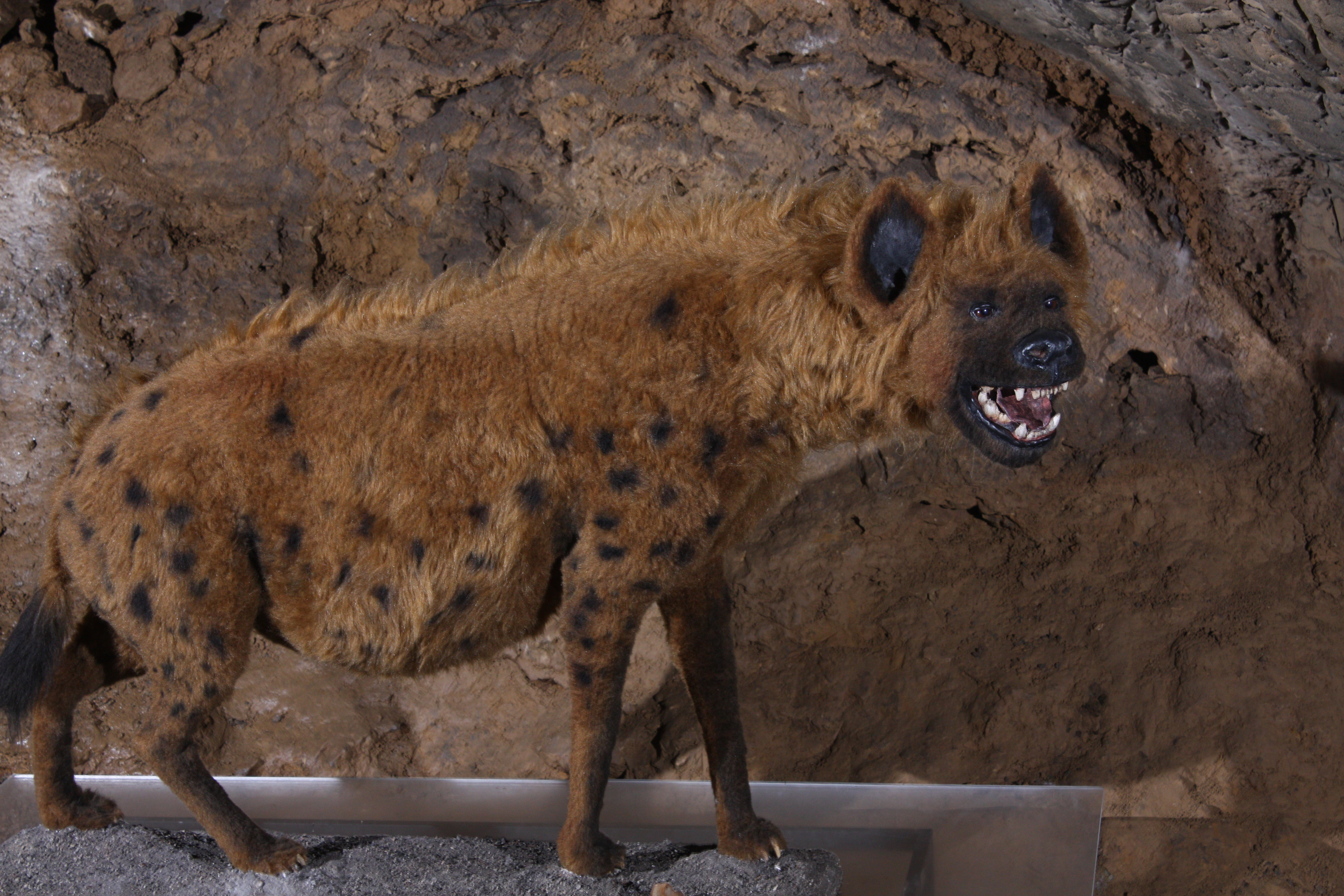
Höhlenhyäne

Der Geologe und Bergbauwissenschaftler Bernhard von Cotta führte die Heinrichshöhle im Jahre 1839 in Anleitung zum Studium der Geologie und Geognosie. Besonders für deutsche Forstwirthe, Landwirthe und Techniker als eine der „vorzüglichsten Höhlen Deutschlands“ auf. Im Jahre 1847 schrieb Johann Jacob Nöggerath in Die Entstehung und Ausbildung der Erde: vorzüglich durch Beispiele aus Rheinland-Westphalen erläutert erneut über die Heinrichshöhle:

„Am meisten Ruf haben die Höhlen zu Sundwig (die grosse Höhle und die Heinrichshöhle) erlangt, da sie nicht bloss durch ihre sehr bedeutenden Entwickelungen und die darin vorhandenen schönen grossartigen Tropfsteingebilden auszeichnen, sondern auch schon seit einer Reihe von Decennien [Jahrzehnten] genauer untersucht und die Fundstätten von vielen urweltlichen Thieren geworden sind, namentlich von Höhlenbären und Hyänen, besonders deren wohlerhaltenen Schädeln.“

Nach diesem intensiven paläontologischen Interesse an den Höhlen im Allgemeinen und der Heinrichshöhle im Besonderen wurde es ab der zweiten Hälfte des 19. Jahrhunderts etwas ruhiger. Der vordere Teil der Heinrichshöhle wurde als Lagerraum und Bierkeller genutzt.

### Schauhöhle

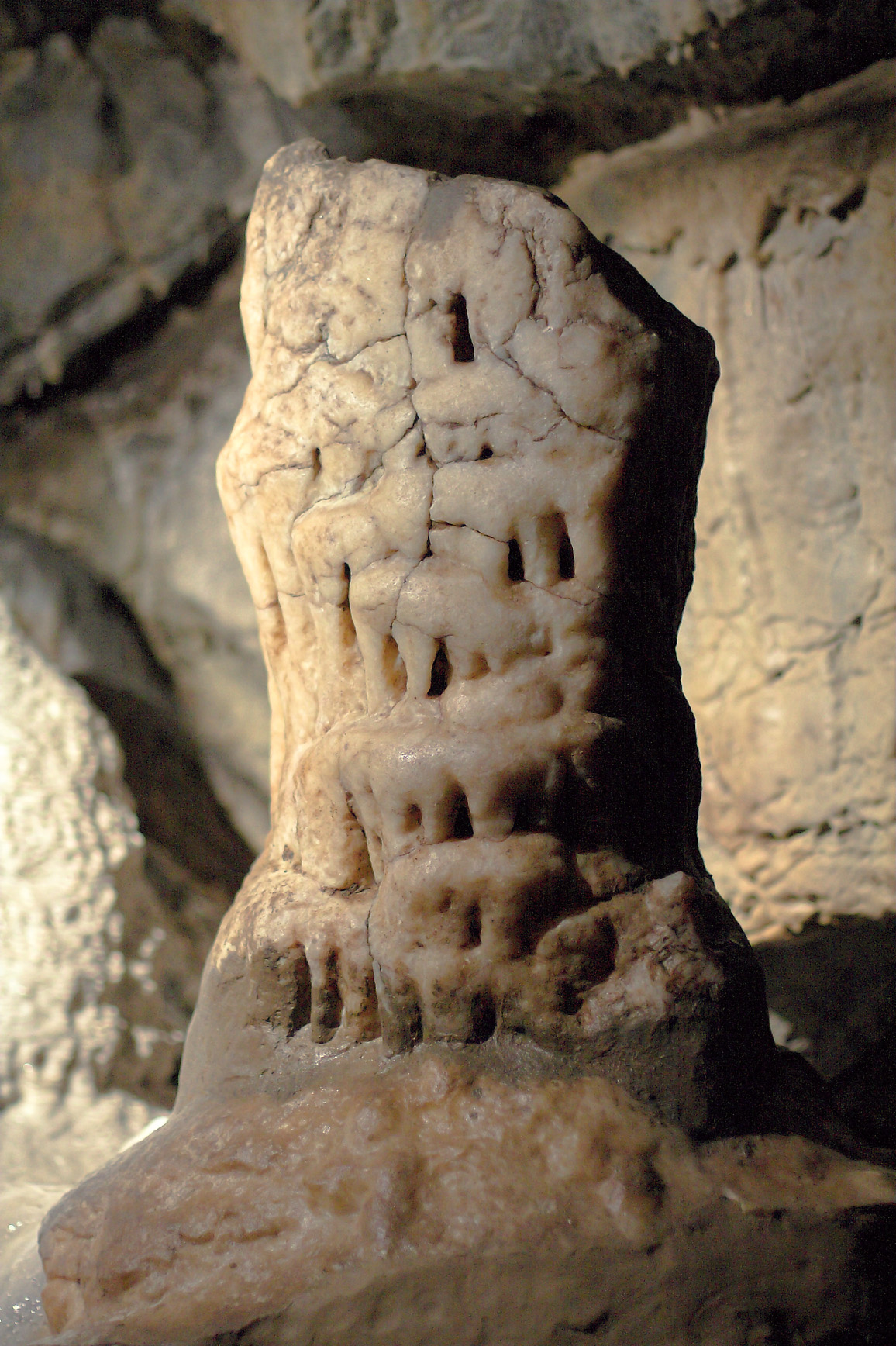
Schiefer Turm von Pisa

Im Jahre 1903 erwarb der Gastwirt Heinrich Meise aus Sundwig die Höhle und begann sogleich mit deren Ausbau als Schauhöhle. Dabei wurden sperrige Felsen gesprengt und Höhlenlehm aus niedrigen Gängen geräumt. Geländer wurden angebracht und man schuf einen neuen Höhlenzugang. Im ausgeräumten Lehm fand man mehrere tausend Knochen und Zähne der eiszeitlichen Tierwelt, darunter auch Skelettteile pleistozäner Säugetiere – von Höhlenbären (Ursus spelaeus), Steppenlöwen (Panthera leo) und Höhlenhyänen (Crocuta crocuta spelaea) sowie von deren Großbeutetieren Wollnashorn (Coelodonta antiquitatis), Wildpferd (Equus ferus), Rothirsch (Cervus elaphus), Rentier (Rangifer tarandus) und Steppenwisent (Bison priscus). Auch fanden sich mehrere Backenzähne vom Mammut und zahlreiche Knochen der Höhlenhyäne. Von insgesamt 117 untersuchten Knochen der Hyäne des Perick-Systems ließen sich 18 Jungtieren und 87 ausgewachsenen Tieren zuordnen. Der Rest ließ sich nicht bestimmen. Die 117 Knochen weisen zu 93 Prozent Zerknack-, Verbiss- und Benagungsspuren auf. Zudem wurden bei der Erschließung der Höhle neben Milchzähnen mehrere große Knochen des Wollnashorns gefunden, die nahezu alle Verbissspuren und verschiedene Verwendungsstadien aufweisen. Sie wurden überwiegend von der Hyäne eingeschleppt und weiter angefressen. Die Wollnashörner stammen zu 17 Prozent von jugendlichen und 83 Prozent von ausgewachsenen Wollnashörnern.
Von den Tieren, die die Höhle als Zufluchtsstätte oder Schlafplatz nutzten, dienten manche größeren Tieren auch als Beute. Die im Höhlenlehm eingebetteten Knochen blieben bei den gleichbleibenden klimatischen Bedingungen in der Höhle gut erhalten. Die meisten Knochen kamen um 1905 in verschiedene Museen in Berlin, Paris, London, Dresden, Münster und Bonn. Ein kleinerer Teil ist in der Höhle ausgestellt.
Bei den Erschließungsarbeiten entstand ein 320 Meter langes Netz von Gängen. Am 22. Mai 1904 wurde die Höhle als Schauhöhle eröffnet und 1905 eine elektrische Beleuchtung eingebaut. Damit war die Heinrichshöhle eine der ersten Schauhöhlen in Westfalen mit elektrischem Licht. Der Strom kam von einem eigenen Stromerzeuger, da es in Sundwig noch keine Stromversorgung gab. Von den 110-Volt-Leitungen sind noch Teile erhalten. Der Gastwirt Meise stellte am 8. Mai 1905 im Saal des Hotels unterhalb der Höhle an der Straßenkreuzung erstmals ein zusammengesetztes Bärenskelett aus, das aus der Höhle stammte. Danach wurde es in der Höhle als Schauobjekt aufgestellt.

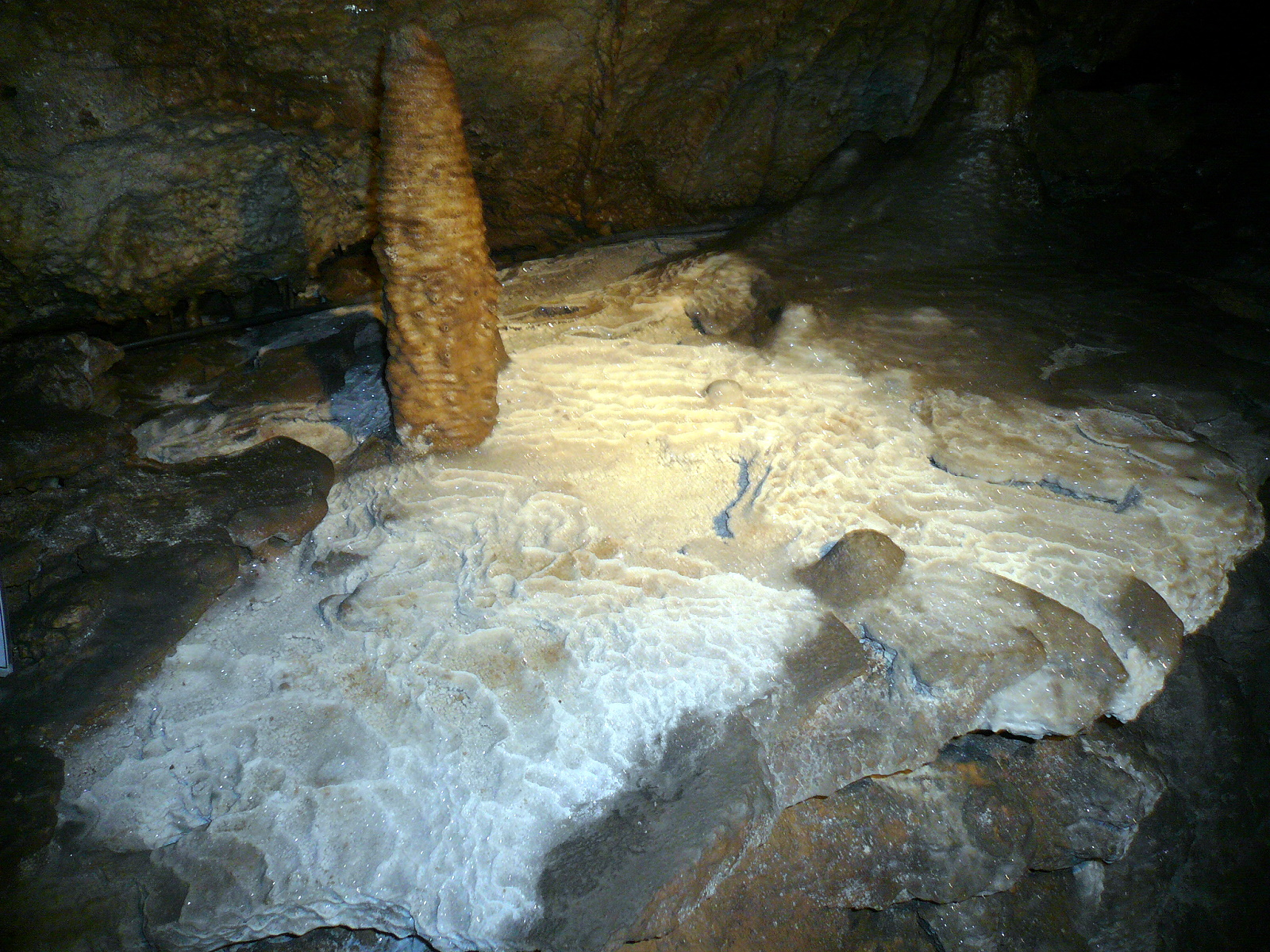
Stalagmit und Sinterterrassen

Im Jahre 1940 erhielt die Höhle mit Otto Lehnert einen neuen Besitzer und wurde wegen des Zweiten Weltkriegs geschlossen. Sie diente wie viele andere Höhlen im Sauerland als Luftschutzbunker. Für kurze Zeit war in der Bärenhalle auch ein Lazarett eingerichtet. Nach anderen Quellen wurde die Höhle 1942 von einem neuen Pächter übernommen, der den Eingang und die Wege verbesserte. Nach dem Kriege fanden wegen der defekten Beleuchtungsanlage Führungen nur sporadisch statt. Im Jahre 1976 pachtete die Stadt Hemer die Heinrichshöhle und setzte sie für den Besucherverkehr wieder instand. Dabei wurde eine neue Beleuchtungsanlage mit einer 42-Volt-Niederspannungsleitung installiert. Im gleichen Jahr wurde die Höhle wieder als Schauhöhle eröffnet.
Mitglieder der Arbeitsgemeinschaft Höhle und Karst Sauerland/Hemer e. V. entdeckten neue Seitengänge mit schönen Tropfsteinformationen. Im Jahre 1977 gelang es ihnen, Verbindungen zwischen den einzelnen Höhlen des Perick-Berges zu finden. Sie entdeckten einen Verbindungsgang, der teilweise durch tieferliegende, zeitweilig unter Wasser stehende Etagen führt. Weitere Gänge führen durch sehr enge Spalten in höhergelegenen Höhlenbereichen. Ab dem Jahre 1990 wurden Fortsetzungen entdeckt, so dass sich das Perick-Höhlensystem weiter vergrößerte. Es besteht derzeit aus der Alten Höhle, der Prinzenhöhle und der Heinrichshöhle.

### Arbeitsgemeinschaft Höhle und Karst

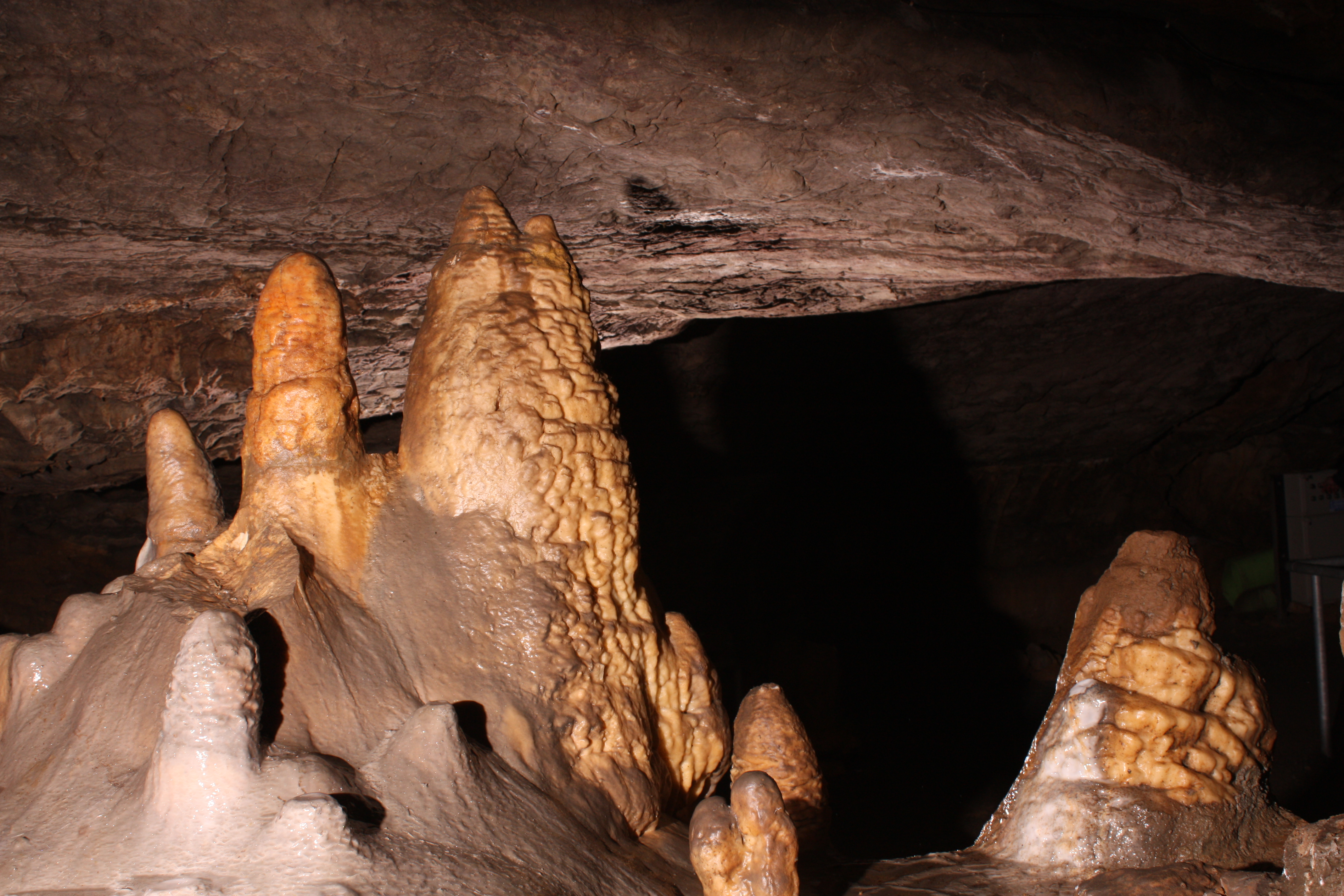
Bodentropfsteine (Stalagmiten)

Im Jahre 1998 übernahm die Arbeitsgemeinschaft Höhle und Karst Sauerland/Hemer e. V. die Heinrichshöhle, die sie seither betreut. Die Arbeitsgemeinschaft gründete das Höhlenkundliche Informationszentrum Hemer/Westfalen (HIZ), das neben den Höhlenführungen Exkursionen und pädagogische Programme für Gruppen durchführt. Im Jahre 2000 installierte die Arbeitsgemeinschaft eine neue Beleuchtung und ersetzte bis auf wenige Reste die frühere Anlage. Die Arbeitsgemeinschaft erhielt dazu vor allem von der Nordrhein-Westfalen-Stiftung finanzielle Hilfen. In 1500 ehrenamtlichen Arbeitsstunden wurden mehrere hundert Meter Kabel, 60 Halogenstrahler, 20 Wegeleuchten und 15 Bodenstrahler angebracht. Dabei legte man Wert darauf, dass die Höhlenbesucher nicht geblendet, die Tropfsteinformationen und Klüfte jedoch plastisch ausgeleuchtet werden.

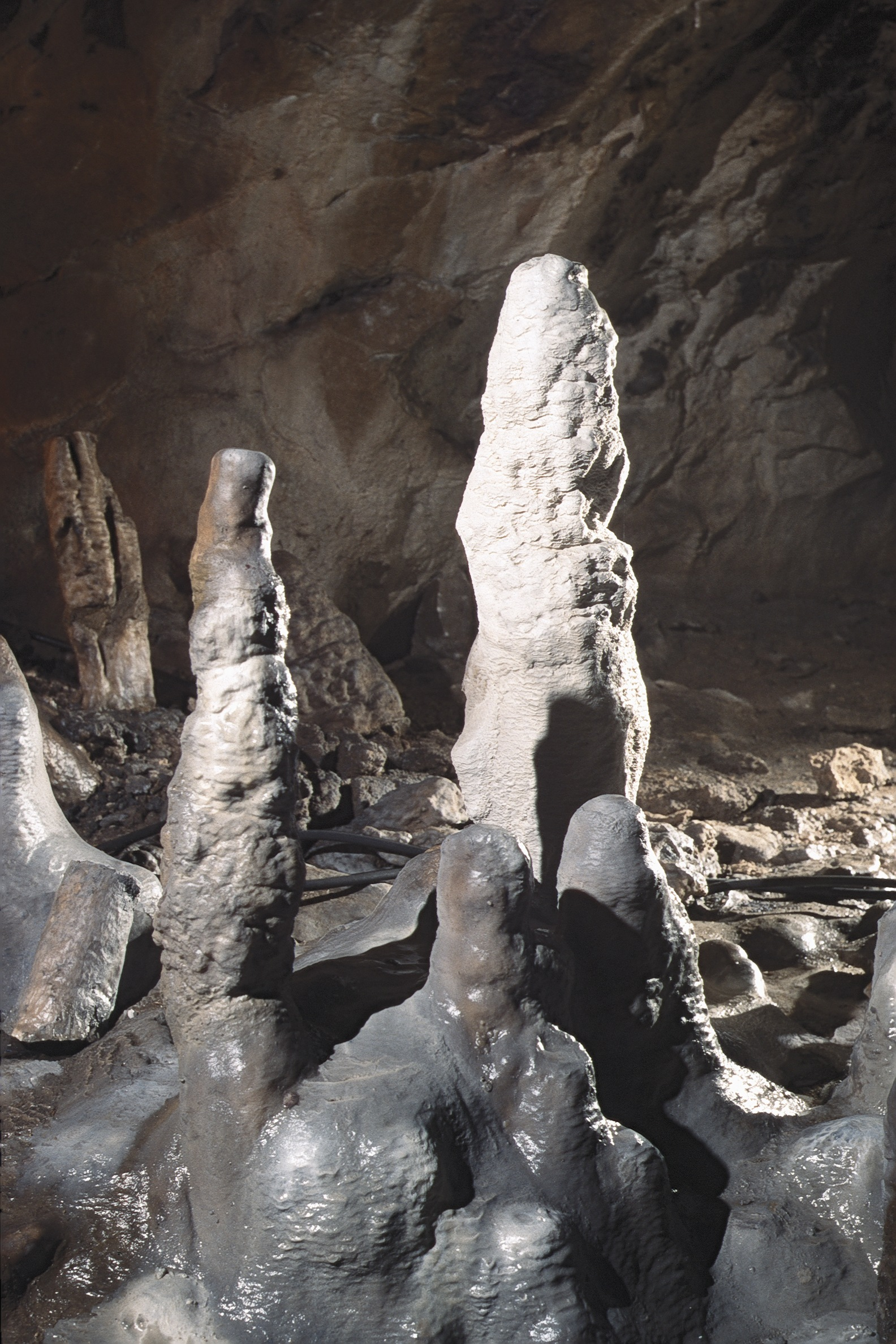
Säulenhalle im rechten Seitengang

Vom Januar bis zum März 2002 wurde der Höhlenbär im Westfälischen Museum für Naturkunde in Münster restauriert. Zuvor war das Skelett von Mitarbeitern des Museums in der Höhle in etwa 300 Einzelteile zerlegt und in Kisten nach Münster transportiert worden, wo die einzelnen Knochen in mehrwöchiger Arbeit gereinigt und mit einer Lösung aus Kunstharz und Alkohol getränkt wurden. Durch diese Präparation wurden die Knochen wasserabweisend, bruchfest und widerstandsfähig. Fehlende Stücke wurden durch gegossene Gipsteile ersetzt. Die Knochen wurden an einem Gestell aus Edelstahl angebracht, um so eine natürliche Haltung zu erreichen. Für das Skelett wurde in der Höhle eine neue Vitrine mit Isolierverglasung aufgestellt, mit Halogenbeleuchtung ausgestattet und zur Reduzierung der Luftfeuchtigkeit beheizt, um das Skelett trocken zu halten, vor Pilzbefall zu schützen und die Korrosion der Metallteile der Vitrine zu vermeiden. Nach dreieinhalbmonatiger Restaurierung mit finanzieller Unterstützung der Nordrhein-Westfalen-Stiftung wurde das Skelett in der Vitrine aufgestellt.
Im Jahre 2006 wurde der GeoPark Ruhrgebiet mit der Heinrichshöhle als Nationaler GeoPark zertifiziert. Im Jahre 2007 fertigte der Präparator und Ausstellungsgestalter Dieter Luksch aus München die originalgetreue Nachbildung einer vorzeitlichen und längst ausgestorbenen Höhlenhyäne an, die neben dem Höhlenbären aufgestellt wurde. Anlässlich der Nordrhein-Westfälischen Landesgartenschau 2010 in Hemer wurde die Heinrichshöhle 2009 unter Leitung der Arbeitsgemeinschaft Höhle und Karst mit Unterstützung der Landesgartenschau GmbH im Innen- und Außenbereich saniert. Im Eingangsbereich der Höhle wurde eine energiesparende Beleuchtung eingebaut, die Geländer in der Höhle aus dem Jahre 1905 und der Treppenaufgang am Höhlenpfad wurden erneuert. Das morsch gewordene hölzerne Kassenhäuschen wurde abgerissen und durch ein neues ersetzt. Im Außenbereich der Höhle wurden die über 30 Jahre alten Sitzbänke ausgetauscht und mehrere hangbedingt schrägstehende Bäume gefällt.
Seit dem 30. März 2015 verfügt die Heinrichshöhle über eine modernste LED-Anlage. Dafür wurden rund 150 LED-Lampen eingebaut und 1000 m Kabel verlegt.

## Beschreibung der Schauhöhle

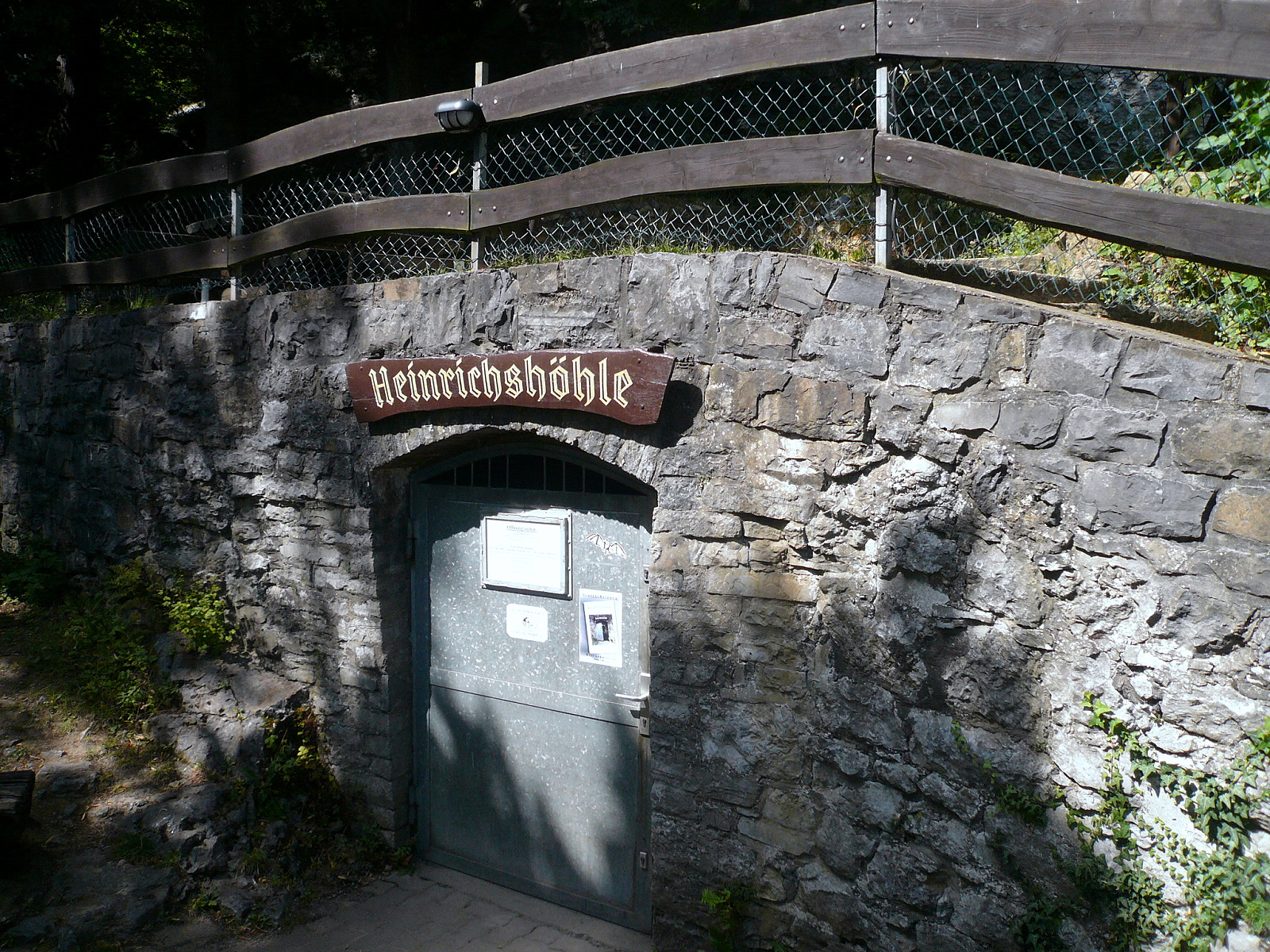
Höhleneingang

Die Höhle wird im Rahmen einer Führung durch den ausgemauerten Zugangsstollen betreten. Dabei geht es über einen mit Gitterrosten gesicherten, steil nach unten führenden Gang. Es folgt ein größerer Raum, die Eingangshalle. In der Eingangshalle ist in der Decke der ursprüngliche Zugang der Höhle zu erkennen. Von diesem Raum aus führen drei Gänge in verschiedene Richtungen. Nach rechts geht es in den Ostgang, wo nach wenigen Metern die Kegelgrotte, benannt nach den dort stehenden Bodentropfsteinen (Stalagmiten), erreicht wird. Unter der Höhlendecke befinden sich herausmodellierte Karren, die das Wasser durch chemische Lösungskraft bildete. Nach weiteren 30 Metern wird die Säulenhalle erreicht. Auf der rechten Seite befinden sich in einem hangaufwärts ziehenden Gang zahlreiche Bodentropfsteine. Im Versturzraum endet der Ostgang. Eine früher vorhandene Fortsetzung ist eingestürzt, da sich das in unmittelbarer Nähe liegende Tal der Felsenmeerstraße immer weiter eintiefte und so schließlich die zu dünn werdende Höhlendecke zum Einsturz brachte. Dieser Vorgang liegt jedoch schon mehr als 10.000 Jahre zurück, so konnten sich auf der in den Höhlengang gestürzten Gesteinshalde mehrere bis zu 80 Zentimeter hohe Stalagmiten bilden.

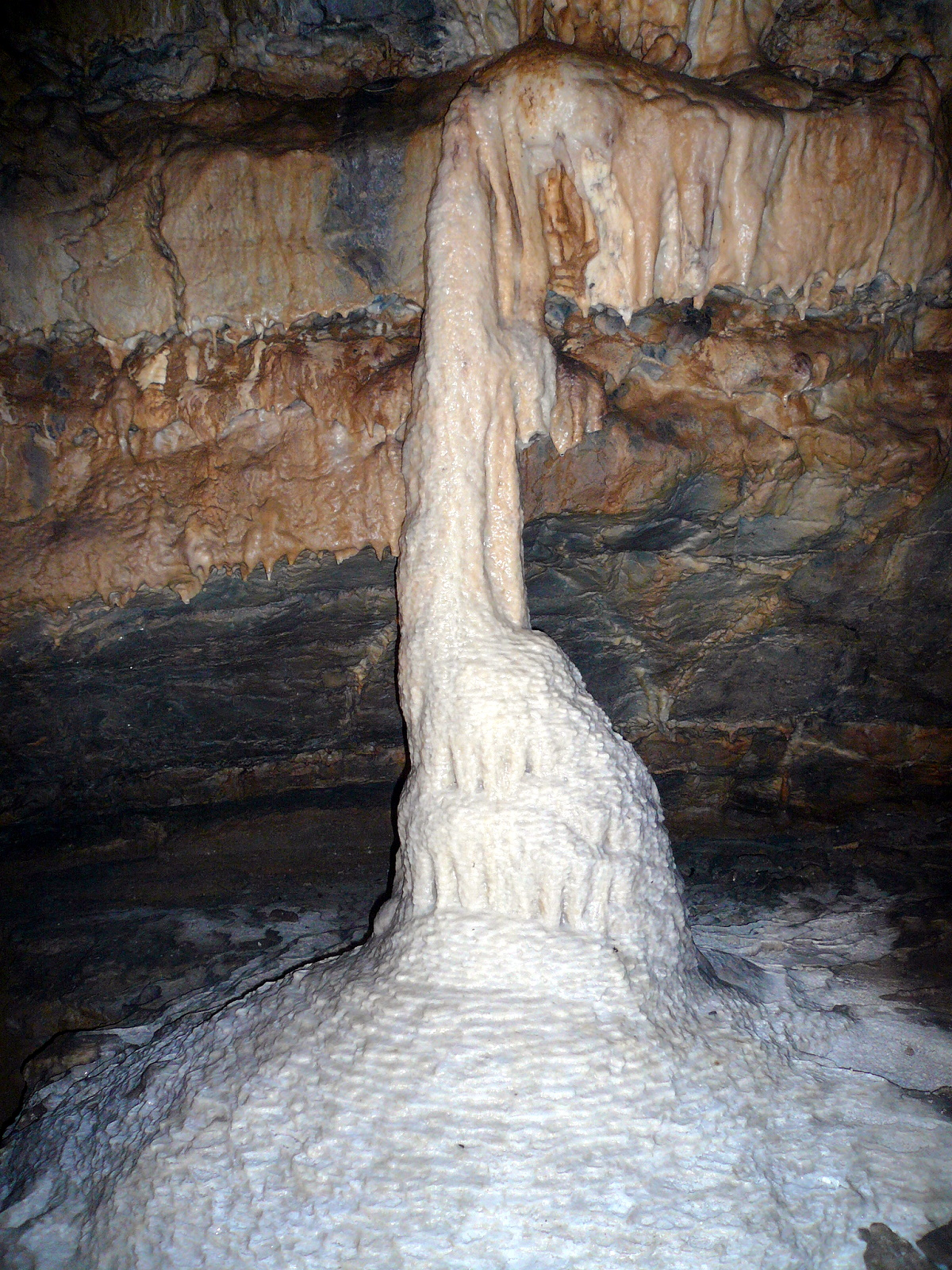
Wandsinter und Sinterterrassen

Vom Ende des Ostganges aus geht der Führungsweg wieder zurück zur Eingangshalle. Von dort kommt man in den Westgang, wo nach etwa 20 Metern der größte Raum der Heinrichshöhle, die Bärenhalle erreicht wird. Der Raum ist zwei bis drei Meter hoch bei einer Länge von 25 und einer Breite von 7 Metern. Dieser Raum wird bei besonderen Anlässen wie Diavorträgen, Konzerten, Kindergeburtstagen und anderen Veranstaltungen genutzt. Am nördlichen Ende des Raumes befindet sich unter einem Gitterrost ein über acht Meter tiefer Schacht. Im hinteren Bereich des Raumes sind viele Knochen eiszeitlicher Tiere, wie Rippen, Wirbel und Zähne vom Riesenhirsch, Rentier, Höhlenbären und anderen ausgestellt. Von dort aus ändert sich der Verlauf der Höhle und es geht weiter in den Berg hinein. Als Nächstes wird die Bienenkorbhalle erreicht, die von drei großen, seltsam geformten Tropfsteinen mit Phantasienamen beherrscht wird: Kölner Dom, Bienenkorb und Schiefer Turm von Pisa. Der Führungsweg geht an einem in die Tiefe führenden Nebengang vorbei zu einer Tropfsteinpartie mit kleinen Sinterbecken und Sinterschälchen. Nach einigen Metern erweitert sich der Höhlengang zur Versunkenen Grotte, wo in der Mitte des Raumes ein 1,65 Meter hoher Tropfstein steht, der am Boden den Durchmesser von einem Meter hat. Das Alter des Tropfsteins wird auf etwa 90.000 Jahre geschätzt. Dort befinden sich noch weitere Sinterbildungen, wie etwa das Sundwiger Märchenschloss.
Wenige Meter nach der Versunkenen Grotte folgt in einer Vitrine das 2001 renovierte, 2,35 Meter lange Skelett eines Höhlenbären mit der Schulterhöhe von 1,10 Metern. Neben dem Bärenskelett befindet sich eine weitere Vitrine, in dem sich das lebensgroße Modell eines Höhlenbären mit Fell befindet. Einige Meter weiter wird seit dem Jahre 2007 eine 1,60 Meter lange Höhlenhyäne mit einer Schulterhöhe von 0,90 Metern ausgestellt. Die Höhle ändert dort erneut ihren Charakter. Bisher waren die Gänge flach und breit gewölbt. Nun geht es durch schmale, hohe Spalten. Nach dem Bärenskelett folgt nach Norden die in den Berg abfallende Teufelsspalte. Nach dieser Spalte führt eine kurze Treppe nach oben, wo der bis zu 20 Meter Hohe Domgang, der wohl imposanteste Teil der Höhle, erreicht wird. Am Ende des Domgangs folgt der Pagodengang, wo sich viele Versinterungen befinden. Dort endet der Führungsweg. Anschließend geht es wieder zurück zum Bärenskelett und durch einen abzweigenden, gewundenen Verbindungsgang zur Eingangshalle und nach außen.

## Tourismus

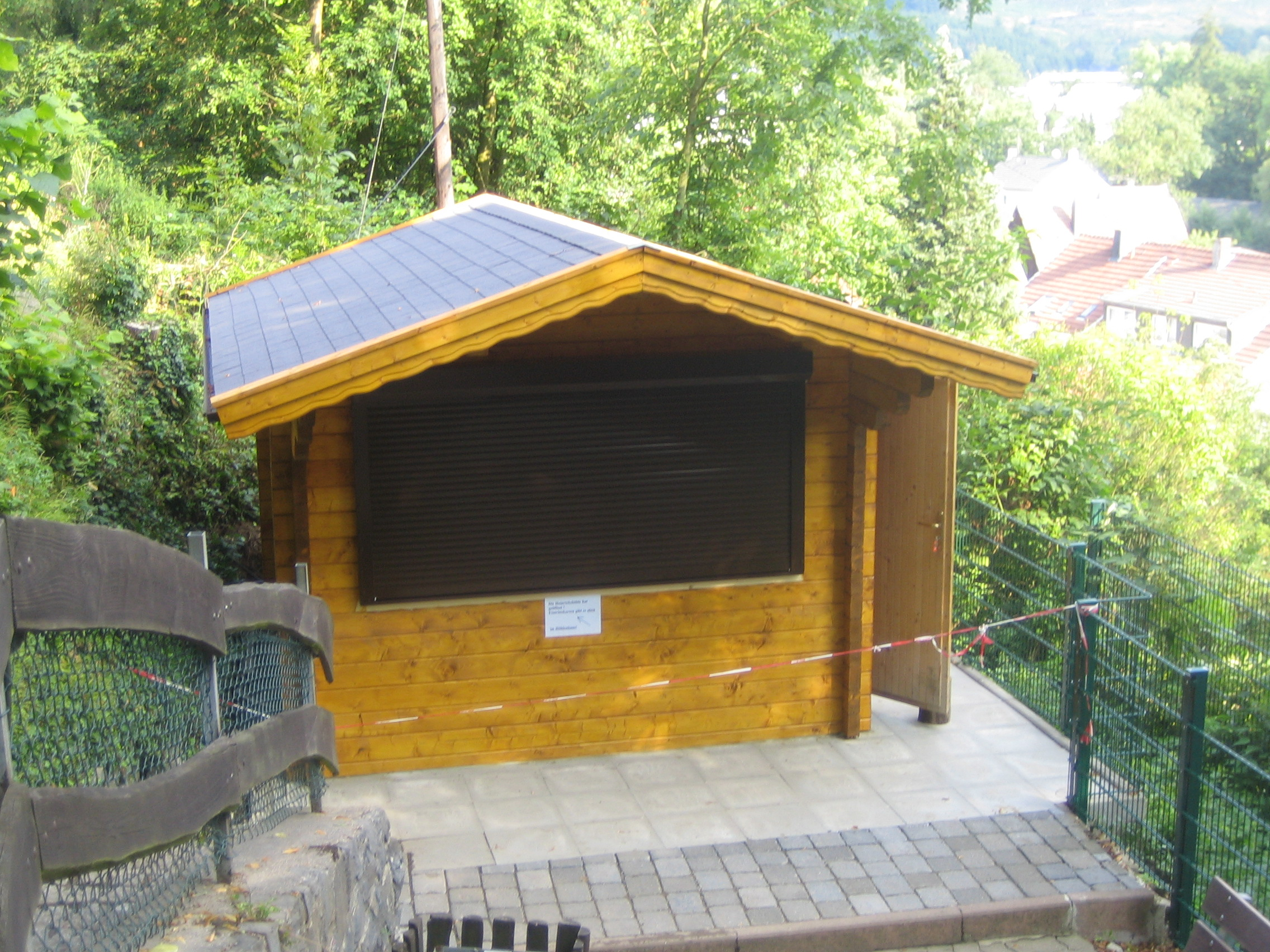
Neuer Kiosk im Jahre 2010

Die Öffnungszeiten der Heinrichshöhle sind abhängig von den Wochenenden, Ferien und Feiertagen und sind auf der Webseite, der Facebook-Seite sowie der Webseite der Arbeitsgemeinschaft einsehbar. Gut begehbare Wege führen in die einzelnen Höhlenerweiterungen und an den Tropfsteinformationen vorbei. Der Weg ist nahezu eben mit wenigen Stufen. Eine Führung, bei der eine Strecke von circa 320 Metern zurückgelegt wird, dauert etwa 40 Minuten. Da die Höhle nur einen Zugang besitzt, muss ein Teil der Wege doppelt begangen werden. In der Höhle herrscht eine Temperatur von etwa acht bis zehn Grad Celsius bei einer Luftfeuchtigkeit von über 80 Prozent. Die Schwerpunkte der Führungen für Schulklassen liegen auf der Entstehung der Höhle und der Tropfsteinformationen. Andere Führungen befassen sich mit der Erforschung der Höhle, der eiszeitlichen Tierwelt oder den derzeit vorhandenen Lebewesen. Alle können auch als Abenteuerführungen mit Taschenlampen durchgeführt werden. Die Besucherzahlen der Höhle schwanken zwischen 13.000 und 16.000 pro Jahr, wobei ein Tiefstwert der letzten Jahre 2006, im Jahr der Fußball-Weltmeisterschaft in Deutschland zu verzeichnen war. Der bisherige Höchstwert seit 1998, dem Jahr, in dem die Arbeitsgemeinschaft Höhle und Karst Sauerland/Hemer e. V. die Höhle übernahm, wurde mit 20.300 Besuchern im Jahre 2010 erreicht, als die Landesgartenschau in Hemer stattfand. An der Höhle befindet sich ein kleiner Kiosk für den Verkauf von Eintrittskarten und Souvenirs.